# Medetera pollinosa
Medetera pollinosa är en tvåvingeart som beskrevs av Van Duzee 1929. Medetera pollinosa ingår i släktet Medetera och familjen styltflugor.
Artens utbredningsområde är Panama. Inga underarter finns listade i Catalogue of Life.